# Cardo

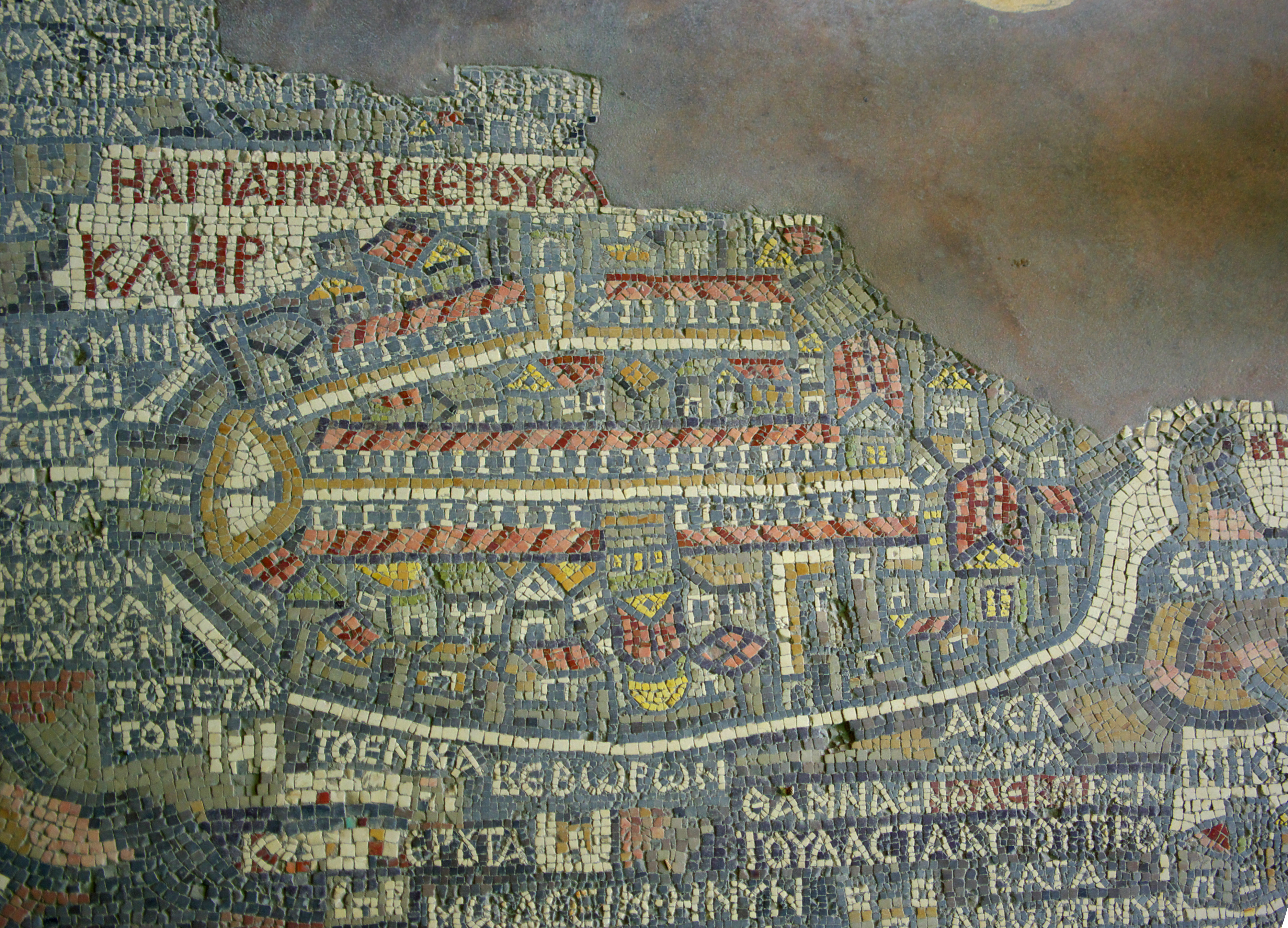
Cardo římsko-byzantského Jeruzaléma na starověké mapě z Madaby

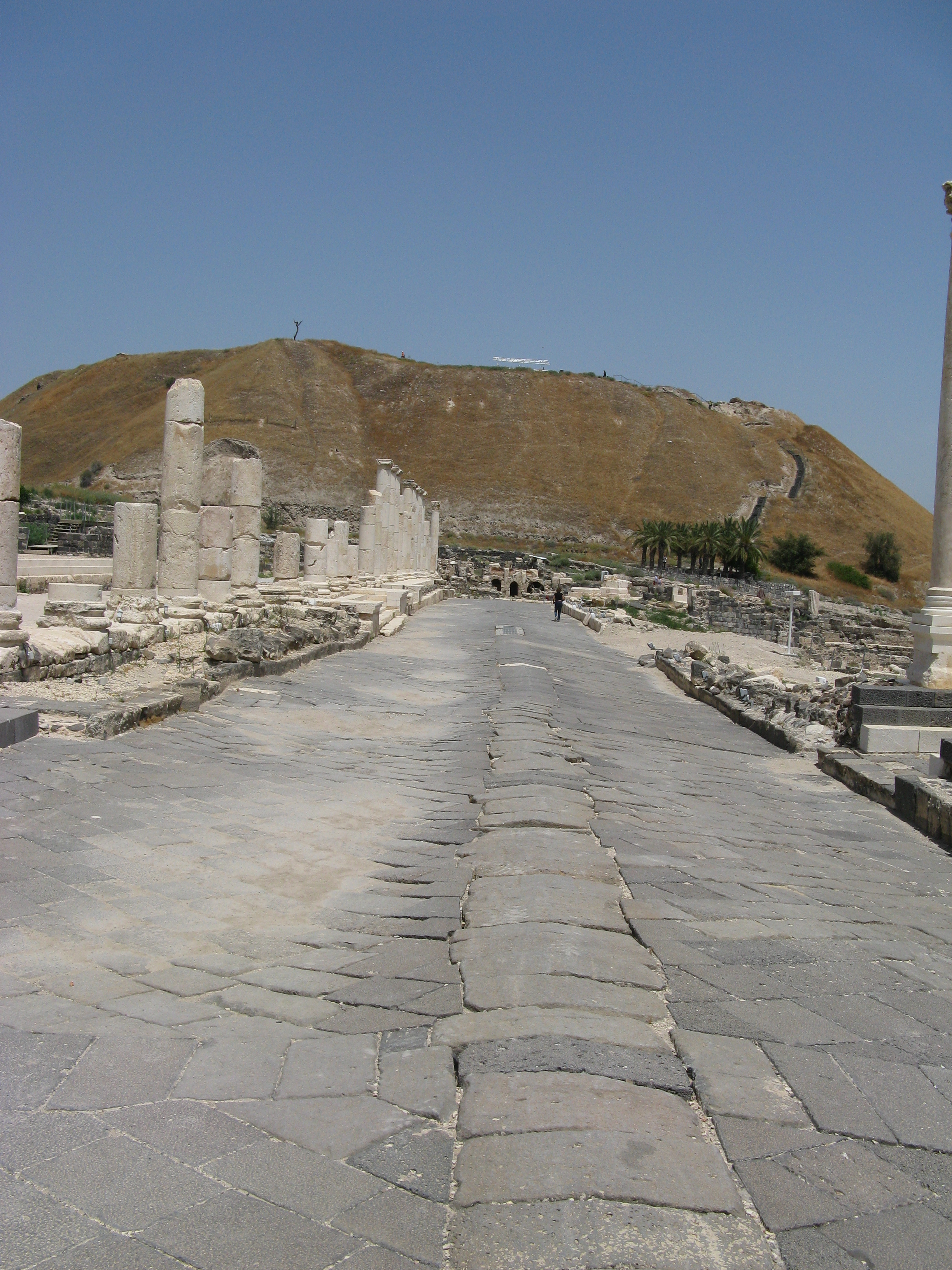
Cardo ve Skythopoli (dnešní Bejt Šean, Izrael)

Cardo a decumanus (lat., [kardó a dekumánus]) nebo také Via cardinalis a Via decumana je dvojice navzájem kolmých ulic, které tvořily základ plánu starých římských měst. Ve vojenských táborech (castrum) se nazývaly Via principalis a Via praetoria.

## Popis
Zhruba severojižní cardo (hlavní ulici) a příčný decumanus určoval věštec při zakládání města a obě dělily město na čtyři čtvrti. Jejich křížení bylo středem města a poblíž bylo městské forum i další veřejné budovy. Hlavní ulice mívaly často sloupořadí a byly lemovány obchody i chrámy. Ve větších městech, kde paralelně k hlavním probíhalo ještě hodně ulic, se hlavní ulice nazývala cardo maximus na rozdíl od dalších souběžných tepen.

## Archeologie
V řadě historických měst se tyto hlavní ulice dodnes dochovaly (například Neapol, Lucca, Marseille, Trevír aj.), jinde se dají vyčíst z městského plánu (Londýn, Paříž, Augsburg aj.) a impozantní zbytky cardo Aeliy Capitoliny nedávno odkryli archeologové v Jeruzalémě.